# 尤應魯
尤應魯（1558年—1602年），字爾言，號铉堂，福建泉州府晉江縣人，民籍，明朝政治人物。

## 生平
萬曆十年（1582年）壬午科福建鄉試第四十六名舉人。萬曆十一年（1583年）聯捷癸未科會試第一百五十八名，三甲五十四名進士。刑部觀政，本年授江西新建县知县，丁憂，十四年復除浙江海寧縣知縣，二十年調簡，二十一年調山東泗水縣，二十五年升户部主事，本年管禄米倉，二十六年管象房草场，二十七年管臨清鈔关，二十八年升员外郎，本年管太仓银库，二十九年升戶部郎中，三十年卒。

## 著作
万历《泗水县志》十二卷，尤应鲁修。

## 家族
曾祖父尤環，曾任壽官；祖父尤琮，贈知縣；父尤麒，曾任南京戶部主事。前母吳氏；前母林氏（贈孺人）；母許氏（封孺人）。慈侍下。兄應復、應會、應京、應武、應魁、應春、應節。弟應箕、應裘、廷輔。